# Eunapius fragilis
Eunapius fragilis är en svampdjursart som först beskrevs av Joseph Leidy 1851.  Eunapius fragilis ingår i släktet Eunapius och familjen Spongillidae. Inga underarter finns listade i Catalogue of Life.